# Егијон сир Ви
Егијон сир Ви (фр. Aiguillon-sur-Vie) насеље је и општина у западној Француској у региону Лоара, у департману Вандеја која припада префектури Сабл д'Олон.
По подацима из 2011. године у општини је живело 1757 становника, а густина насељености је износила 75,67 становника/km². Општина се простире на површини од 23,22 km². Налази се на средњој надморској висини од 20 метара (максималној 49 m, а минималној 2 m).

## Демографија
| 1962. | 1968. | 1975. | 1982. | 1990. | 1999. | 2011. |
| ----- | ----- | ----- | ----- | ----- | ----- | ----- |
| 925   | 975   | 899   | 956   | 993   | 1.109 | 1.757 |

График промене броја становника у току последњих година